# 休氏白鮭
休氏白鮭，為輻鰭魚綱鮭形目鮭科的一種，為溫帶淡水魚，分布於歐洲瑞士Vierwaldstatter、Zug與Sempach湖流域，體長可達38公分，棲息在底中層水域，以甲殼類、昆蟲幼蟲及橈腳類等為食，生活習性不明。